# Colônia da Ilha de Providência
A colônia da Ilha de Providence foi fundada em 1630 por puritanos ingleses no que hoje é o departamento colombiano de San Andrés e Providencia, a cerca de 200 km a leste da costa continental da Nicarágua. Embora pretendesse ser uma colônia com o modelo puritano, também funcionava como base para os corsários do Império Britânico que operavam contra navios e assentamentos dos espanhóis nessa região. Em 1641, os espanhóis e portugueses, após duas tentativas anteriores de tentar tomar o controle da ilha, finalmente penetraram nas defesas do porto e derrotaram os ingleses em batalha. Os espanhóis removeram todas as pessoas, mas mantiveram as estruturas já construídas. Esta guarnição foi mantida na ilha, agora chamada novamente de Santa Catalina, até o ano de 1666.

## Localização
A Ilha de Providencia, a ilha adjacente de Santa Catalina e quatro ilhas menores ficam dentro de uma ampla lagoa cercada por um enorme recife de coral. Eles são a parte visível de um estratovulcão que se ergue do fundo do mar, extinto há quatro milhões de anos. A área total das ilhas é 18 km. Providencia tem 4 km. A ilha de Santa Catalina, ao norte, tem 1.25 km. Providencia tem um pico central 360 m de altura, de onde os espinhos descem para o mar, encerrando vales férteis. As temperaturas rondam 29°C o ano todo. Os ventos alísios do leste são normais durante todas as estações, trazendo mais chuva no outono. Os verões são relativamente secos. Os recifes de corais circundantes dificultam a aproximação para quem não conhece as águas. As duas ilhas maiores já foram uma, chamada de Santa Catalina pelos espanhóis, mas em algum momento entre 1635 e 1641, os colonos cortaram um pedaço de terra entre elas para fazer uma retirada segura no que é hoje a pequena ilha de Santa Catalina.

## Origem da colônia

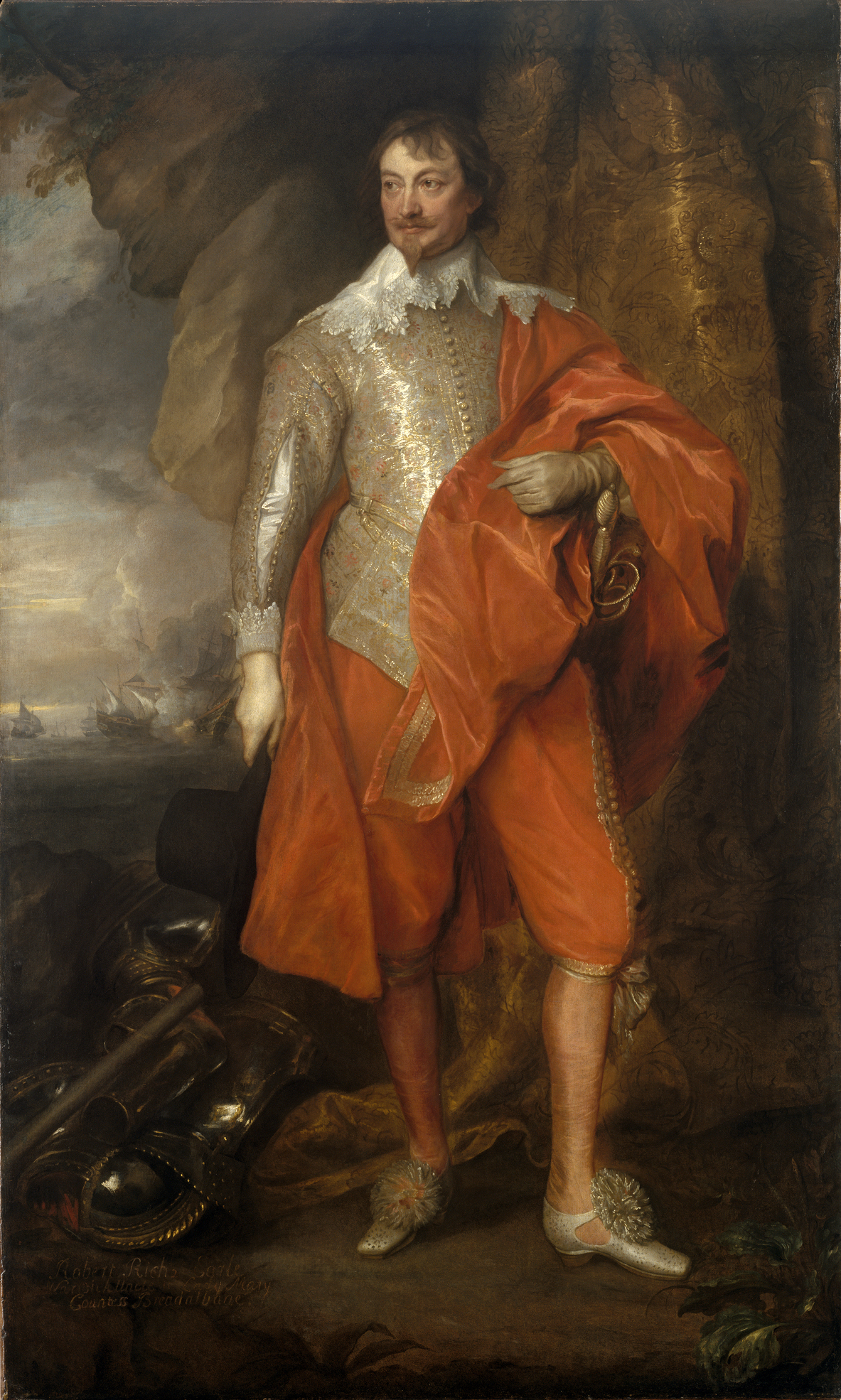
Robert Rich, 2º Conde de Warwick. Seus navios encontraram a ilha e ele investiu na empresa formada para colonizá-la.

A ilha foi documentada pela primeira vez em 25 de novembro de 1510 por Lope de Olano, um basco navegando para Castela-Aragão. Permaneceu instável e era conhecido por piratas franceses e holandeses, mas aparentemente foi visitado pela primeira vez por navios ingleses em 1628. Naquele ano, o puritano Robert Rich, 2º Conde de Warwick, enviou três navios corsários para as Índias Ocidentais. Chegaram a San Andrés, ao sul de Santa Catalina, e ali desembarcaram trinta homens para plantar tabaco para rapé. Sussex Camock, com sua casca Warwicke & Somer Islands, permaneceu em San Andreas. Daniel Elfrith voltou para a Inglaterra via Bermuda para relatar a descoberta. Elfrith contou ao governador das Bermudas, seu genro Philip Bell, sobre suas descobertas.
Em março de 1629, Bell escreveu a seu primo Sir Nathaniel Rich anunciando a descoberta das duas ilhas. A carta de Bell descrevia a ilha como "localizada no coração das Índias e na foz dos espanhóis". Assim, foi uma excelente base para corsários contra os navios espanhóis. Bell considerou que a ilha também forneceria excelentes receitas com tabaco e outras culturas. Os principais membros da empresa incluíam o Conde de Warwick, seu irmão Henry Rich, 1º Conde da Holanda e seu primo Sir Nathaniel Rich (aventureiro mercante), John Pym, William Fiennes, Lord Saye e Sele, e Robert Greville, Lord Brooke.
Philip Bell navegou para Providence em 1629, levando consigo vários bermudenses, incluindo brancos e negros. Em novembro de 1630, a Providence Island Company decidiu que o capitão Daniel Elfrith seria o governador até que ele retornasse, após o que o capitão Philip Bell seria o único governador. Cada aventureiro (acionista) deveria obter tantos homens e meninos quanto estivesse disposto a servir, e os bons seriam embarcados em janeiro próximo. Em fevereiro de 1631, o capitão William Rudyerd foi nomeado comandante dos colonos que navegavam da Inglaterra para a Ilha de Providence no Seaflower  Cerca de oitenta bermudenses mudaram-se para Providence em 1631. Em abril de 1632, a Companhia soube que o Seaflower havia chegado. Alguns se envolveram em disputas religiosas e foram enviados de volta para as Bermudas. Em maio de 1632, a Companhia instruiu o mestre do Charity, que estava levando outros 150 colonos para Providence, que nenhum passageiro deveria ser trazido de Providence para casa sem uma licença.

## Vida colonial

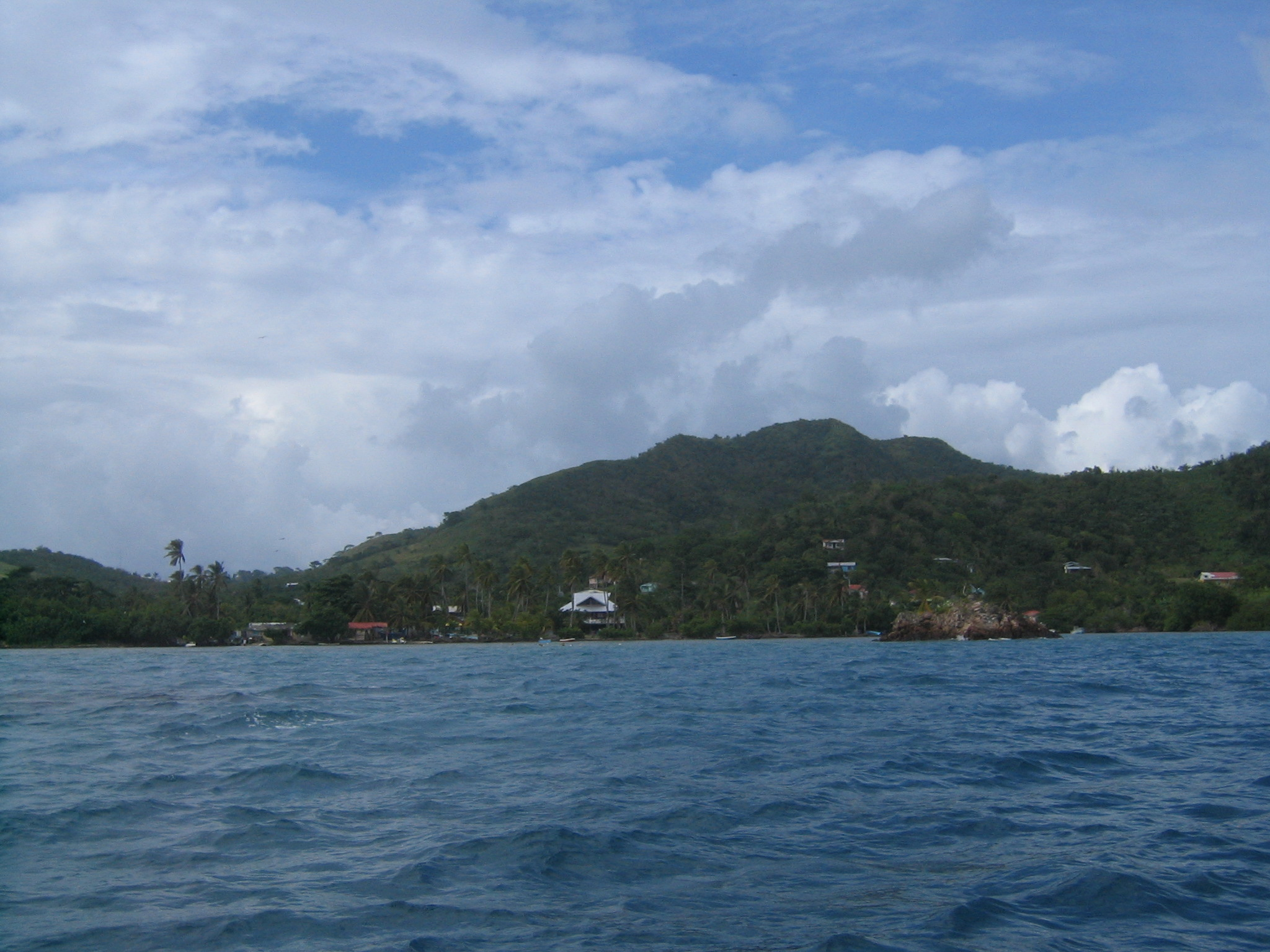
Baía de Aguamansa, Providência

Até 1635, a Companhia desencorajava os fazendeiros de trazerem suas esposas e filhos. Para ajudar a preservar a ordem, a Companhia ordenou que os empregados e outras pessoas solteiras vivessem em "famílias". O governador Bell foi instruído a "distribuir todos os habitantes em várias famílias, das quais uma será o chefe". Esse chefe era responsável por garantir que sua família cumprisse seu dever e deveria conduzi-los em oração duas vezes ao dia. A empresa proibiu palavrões, embriaguez ou profanação do sábado, e ordenou que Bell "cuide para que a ociosidade como enfermeira de todos os vícios seja cuidadosamente evitada". Bell foi instruído a apreender e destruir "cartas e dados e tabelas" que foram enviados para a ilha. Além de seus deveres morais, as instruções que Bell recebeu da Companhia em 1631 incluíam providenciar alojamento para o ministro, impedir os homens de plantar tabaco, mas fazê-los plantar milho e, se possível, cana-de-açúcar, construir casas, uma igreja e fortificações. contra possível ataque dos espanhóis.
Uma diferença importante entre a Ilha de Providence e a colônia da Baía de Massachusetts era que o assentamento de Massachusetts era liderado pela nobreza residente, que permitia que a colônia evoluísse para a autossuficiência, enquanto a Ilha de Providence era governada por nobres ausentes que mantinham os colonos totalmente dependentes deles. Os colonos eram apenas inquilinos, com metade de seus lucros indo para os investidores da empresa. Com uma participação limitada na colônia, os colonos não tinham imaginação sobre maneiras de melhorá-la. Havia um excesso de tabaco no mercado. As colônias de Chesapeake, Barbados e St. Kitts estavam produzindo muito mais tabaco e de melhor qualidade. Os diretores tentaram encorajar os plantadores a cultivar outras culturas, como capim-seda, algodão, cana-de-açúcar, romãs, figos ou bagas de zimbro. No entanto, apesar do colapso dos preços em 1634, os fazendeiros ainda persistiam no cultivo do tabaco.
O trabalho na ilha de Providence foi originalmente realizado por servos contratados da Inglaterra, embora Bell tenha trazido alguns africanos escravizados das Bermudas. Por volta de 1634-1635, os mandatos de quatro anos dos servos contratados expiraram e os fazendeiros exigiram o direito de usar escravos negros em seu lugar. Um colono, o pastor Samuel Rishworth, se manifestou contra essa prática, dizendo que os cristãos não deveriam manter escravos. Bell tentou silenciar este homem por instruções da Companhia, para que ele não pudesse encorajar os escravos a buscar a liberdade de seus senhores. Especificamente, a Companhia disse a Bell para, "Condenar o comportamento do Sr. Rishworth em relação aos negros que fugiram, como indiscreto ("resultante, ao que parece, de uma opinião infundada de que os cristãos não podem legalmente manter tais pessoas em estado de servidão, durante sua estranheza do cristianismo")  Em 1635 havia uma população de 500 homens brancos, 40 mulheres, 90 negros e algumas crianças, espalhados pela ilha. A vila de New Westminster tinha apenas trinta casas, a maioria de madeira. Apenas a igreja e a casa do governador eram de tijolo. Quarenta canhões foram distribuídos entre treze fortes em diferentes pontos da ilha, tornando nenhum ponto particularmente forte.

## Problemas internos

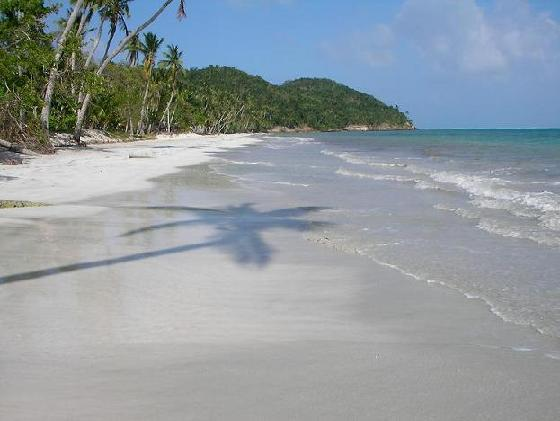
Praia de Manzanillo no lado leste da ilha

Quando os ingleses chegaram, encontraram um pequeno grupo de corsários holandeses morando lá. Elfrith convidou o conhecido corsário Diego el Mulato para a ilha. Samuel Axe, um dos líderes militares, também aceitou cartas de marca dos holandeses autorizando o corsário. Os colonos estavam preocupados com a possibilidade de a presença desses homens atrair retaliação espanhola e também se ressentiam de ter que contribuir para construir e equipar as defesas. Em 1632, eles estavam à beira de um motim, liderados por seu capelão, Lewis Morgan. Também houve disputas sobre práticas religiosas, com os capitães às vezes defendendo práticas mais rígidas do que os colonos estavam dispostos a seguir. Os ministros eram muitas vezes inexperientes, argumentativos ou de outra forma inadequados.
A princípio, a ilha estava vulnerável a ataques. Samuel Axe e Workmaster Goodman receberam a responsabilidade pela fortificação. Os dois homens se envolveram em uma disputa com o governador Philip Bell e partiram com Sussex Camock para Cabo Gracias a Dios na Costa do Mosquito a oeste, onde hoje é a Nicarágua. Outros homens também se mudaram para o Cabo. Carruagens de armas, cordas e pólvora foram estragados pela chuva na Ilha de Providence porque os colonos não tinham tábuas para fazer galpões e não tinham serradores para fazer tábuas. No início de 1634, o reverendo Hope Sherrard relatou que havia muito poucos homens para guarnecer os fortes ou repelir uma força de desembarque, e apenas munição suficiente para um dia de luta.
Em 30 de julho de 1634, a empresa escreveu ao capitão Sussex Camock aprovando suas conquistas na abertura do comércio com o povo Miskito, mas disse que havia descontentamento em Providence, causado por tantos homens terem sido retirados dela, e que a ilha precisava ser fortalecida. Eles esperavam que Camock pudesse permitir que o capitão Axe voltasse a Providence para trabalhar nas fortificações de lá. Em junho de 1634, o capitão William Rudyerd disse aos investidores na Inglaterra que a ilha não tinha valor além de ser uma base para corsários, mas se devidamente fortificada, a ilha poderia ser mantida contra qualquer força por 600 homens. Em dezembro de 1634, um capitão holandês disse à companhia que as fortificações agora eram "bonitas e sua munição adequada para impedir a aproximação de navios".

## Hostilidades com os espanhóis

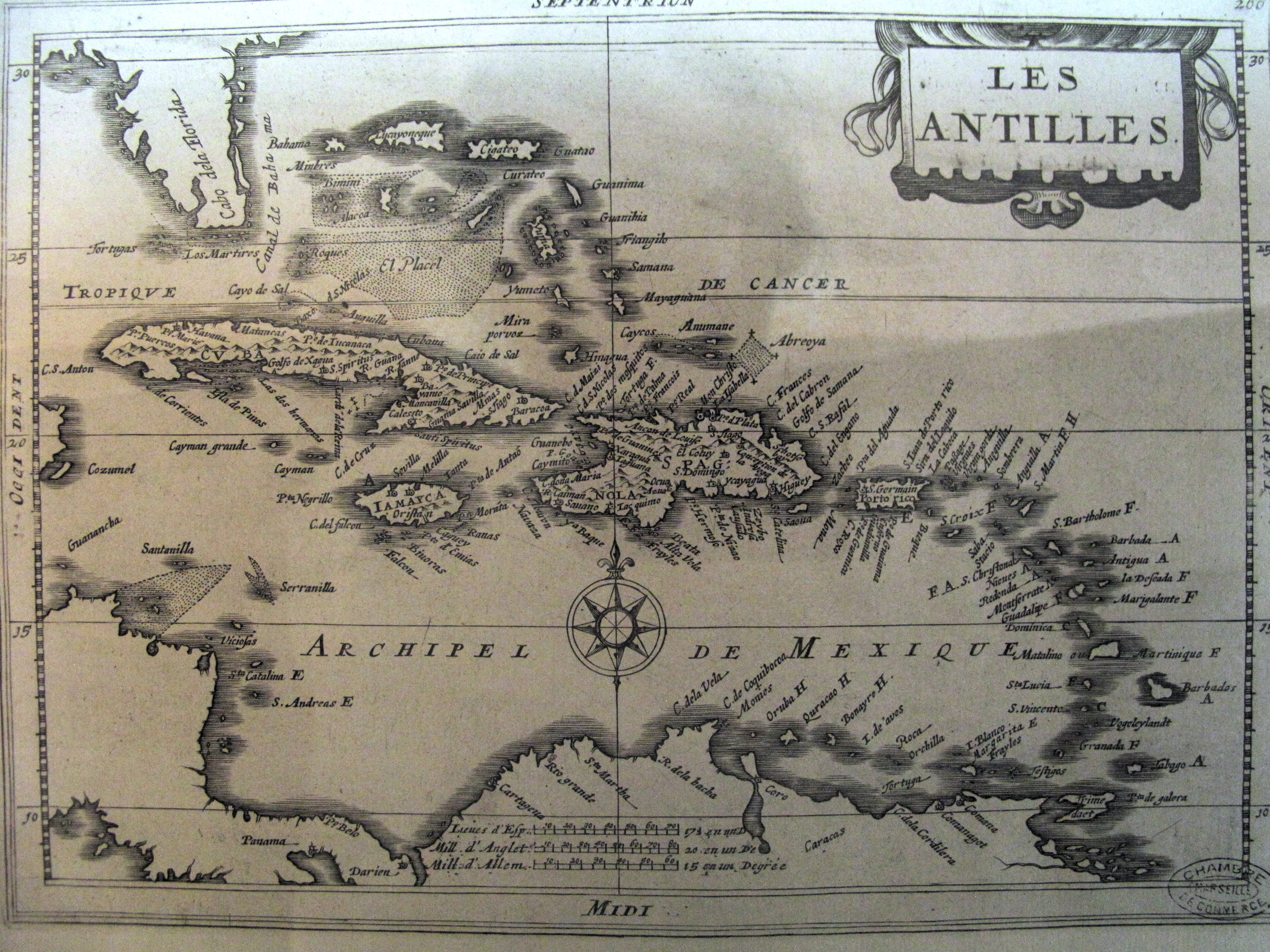
Mapa do Caribe. Santa Catalina (Ilha da Providência) fica no oeste, na costa do que hoje é a Nicarágua, ao norte de S. Andreas.

Os espanhóis não ouviram falar da Colônia da Ilha de Providence até 1635, quando alguns negros escravizados que haviam escapado da ilha foram entrevistados em Portobelo, no istmo do Panamá. Francisco de Murga, governador e capitão-geral de Cartagena, despachou o capitão Gregorio de Castellar y Mantilla e o engenheiro Juan de Somovilla Texada para destruir a colônia. A frota espanhola ancorou fora de New Westminster em julho de 1635, e Castellar enviou um mensageiro para exigir a rendição da ilha de Providence. O governador Bell recusou. Os espanhóis lançaram um ataque a um ponto mal defendido, mas foram repelidos por tiros das alturas e foram forçados a recuar "à pressa e à desordem". Os espanhóis fizeram prisioneiros, que lhes contaram sobre a "Ysla de Mosquito" (presumivelmente as Chaves Miskito ). Castellar e Somovilla foram enviados de volta em outubro de 1635 para procurar a Ilha do Mosquito, mas não conseguiram encontrá-la.
Após o ataque, sob pressão da Companhia, o rei Carlos I da Inglaterra emitiu cartas de marca para a companhia da ilha da providencia em 21 de dezembro de 1635. Esses ataques autorizados aos espanhóis em retaliação a um ataque que destruiu a colônia inglesa de Tortuga em 1635. base, por uma taxa. Isso logo se tornou uma importante fonte de lucro. Assim, a Companhia fez um acordo com o comerciante Maurice Thompson segundo o qual Thompson poderia usar a ilha como base em troca de 20% do saque.
Em março de 1636, a Companhia despachou o capitão Robert Hunt na Bênção para assumir o governo. Várias mudanças foram feitas com a nomeação de Hunt. Sua passagem e a de sua esposa e três filhos foram pagas, e ele recebeu cem acres de terra com vinte criados para trabalhar, mas não recebeu salário. Além disso, a Companhia se recusou a pagar pela defesa da ilha. Por outro lado, os colonos foram incentivados a praticar o corsário, pagando à Companhia um quinto do valor do saque. De acordo com Thomas Gage, falando da frota do tesouro espanhol navegando entre o Panamá e Havana em 1637, Nathaniel Butler foi o último governador pleno de ilhada providencia substituindo Robert Hunt em 1638. Hunt permaneceu na ilha. Butler havia sido governador das Bermudas, onde ele havia feito com que extensas fortificações fossem erguidas e considerava a fortificação da ilha como sua principal tarefa durante o seu mandato como governador. Butler havia mostrado que podia se dar bem com os puritanos nas Bermudas. na Ilha da Providencia, ele teve menos sucesso nesses aspectos de seu papel e achou difícil tolerar os ministros da ilha. Butler voltou para a Inglaterra em 1640, convencido de que as fortificações eram adequadas para a ilha, delegando o governo ao então capitão britânico, Andrew Carter.
Em 1640, don Melchor de Aguilera, Governador e Capitão-General de Cartagena, resolveu acabar com a intolerável infestação de piratas na ilha. Aproveitando que Portugal invernava no seu porto, convenceu o conde de Castel-Melhor, João Rodrigues de Vasconcelos e Sousa, a empenhar-se a si e aos seus outros generais e navios portugueses no esforço. Uma força de 1000 foi reunida incluindo seiscentos portugueses armados e até 200 espanhóis da frota e do presídio, e duzentos milicianos negros e mulatos. Eles estavam sob a liderança geral de Sousa com as forças terrestres lideradas por don Antonio Maldonado y Tejada, o sargento-mor, em cerca de uma dúzia de navios, incluindo seis fragatas e um galeão. As tropas desembarcaram na ilha e uma luta feroz se seguiu. Os portugueses e espanhóis foram derrotados. Quatro dos prisioneiros, incluindo o capitão português João de Ibarra, que seria o novo governador, renderam-se voluntariamente a um oficial inglês com a promessa de que suas vidas seriam poupadas. No entanto, o capitão Andrew Carter, governador interino da colônia, ordenou que todos os treze prisioneiros portugueses e espanhóis fossem condenados à morte após serem interrogados. Quando alguns dos líderes puritanos protestaram contra essa brutalidade, Carter mandou os quatro para casa acorrentados.

## Referencias
1. ↑  Souza, Dayana (20 de abril de 2023). «Ilha de Providência no Caribe Colombiano». Dicas de Viagem. Consultado em 20 de abril de 2023
2. ↑  The Geology of Providencia.
3. 1 2  Kupperman 1995, p. 26.
4. ↑  «Catalina Island History | Visit Catalina Island». www.visitcatalinaisland.com. Consultado em 15 de maio de 2023
5. 1 2 3 4  Offen 2011.
6. ↑  Kupperman 1995, p. 25.
7. ↑  Kupperman 1995, p. 1.
8. 1 2  Bernhard 1999, p. 35.
9. ↑  Coldham 1987, p. 93.
10. ↑  Coldham 1987, p. 94.
11. ↑  Coldham 1987, p. 101.
12. ↑  Coldham 1987, p. 102.
13. ↑  Games 1999, p. 49.
14. ↑  Games 1999, p. 96.
15. ↑  Games 2008, p. 160.
16. ↑  Tomlins 2010, p. 251.
17. ↑  Elliott 2007, p. 44.
18. ↑  Goodman 1994, p. 180.
19. ↑  Games 2008, p. 176.
20. ↑  «America and West Indies: April 1635 | British History Online». www.british-history.ac.uk. Consultado em 10 de abril de 2023
21. ↑  Hamshere 1972, p. 46.
22. 1 2 3  Latimer 2009, p. 83.
23. 1 2 3 4  Kupperman 1995, p. 196.
24. ↑  Kupperman 1993, p. 241.
25. ↑  Fortescue 1860, p. 187.
26. ↑  Latimer 2009, pp. 85–86.
27. 1 2  Latimer 2009, p. 86.
28. ↑  Latimer 2009, p. 84.
29. 1 2  Hamshere 1972, p. 47.
30. ↑  Kupperman 1993, pp. 242–243.
31. ↑  Conquista de la Isla de Santa Catalina.
32. ↑  Hamshere 1972, pp. 48–49.